# Oecanthus beameri
Oecanthus beameri — вид прямокрилих комах родини цвіркунів (Gryllidae). Описаний у 2022 році.

## Назва
Вид названо на честь американського ентомолога Раймон Бімера (1889—1957), який зібрав типові зразки в 1932 році, і вони були виявлені в колекції Академії природничих наук Дрексельського університету в 2019 році.

## Поширення та екологія
Ендемік США. Мешкає серед гіпсових дюн на півночі пустелі Чіуауа. Виявлений у Національному парку Білі Піски у штаті Нью-Мексико. Вид тісно пов'язаний з гіпсофільною м'ятою Poliomintha incana.